# Veljko Poduje
Veljko (Vjekoslav) Poduje (Šibenik, 24. veljače 1907. – Rijeka, 2. ožujka 1993.) je bio hrvatski nogometaš, nogometni trener, sudac, novinar i profesor.

## Nogometna karijera
Igrao je u prvoj momčadi druge generaciji Hajduka iz Splita od 1922. do 1932. godine kao lijevi vezni. 

Za Hajduk je odigrao 248 utakmica i zabio 25 golova. 

Bio je rezervni igrač do 15. svibnja 1922. kada je protiv Splita prvi put odigrao utakmicu za prvu momčad.

Prvu međunarodnu utakmicu je odigrao 8. srpnja 1922. godine protiv praške momčadi Malostransky. Od Hajdukovih 6 golova na toj utakmici, zabio je 2 gola. Krajnji rezultat utakmice je bio 6:1 za Hajduk.

Tri puta je nastupio za reprezentaciju Jugoslavije; prvi put 1924. protiv Čehoslovačke kada su, osim vratara, reprezentaciju sačinjavali samo igrači Hajduka.

S Hajdukom je osvojio njegove prve titule prvaka Jugoslavije, 1927. i 1929. godine. 

Veljko Poduje pripada onoj generaciji s kojom je Hajduk u drugoj polovici dvadesetih godina prošlog stoljeća bio na vrhuncu moći. Tada, kada je najjače oružje nogometne škole Luke Kaliterne bilo znanje, povezanost, tehnička sprema i kvalitetni pojedinci, bijeli su najviše pokazivali i davali. Veljko Poduje imao je mnoge odlike, bio je izuzetan tehničar sklon kombinatorici, sa zornim postavljanjem i odličan u igri glavom. Upravo je takvom igrom oduševljavao mnogobrojne Hajdukove pristaše. Jedna od najvećih odlika bio mu je do u tančine razvijen smisao za grupnu igru. Isticao se svojom pivisokom pojavom, dok bi elegantnim i okretnim potezima svraćao pozornost gledatelja. Po onome što je dao, Veljko Poduje spada u najdarovitije nogometaše Hajduka i Hrvatske uopće. Rano je ušao u prvu momčad, ali se prerano i povukao. U reprezentaciji je igrao lijevog i srednjeg pomagača, a u Hajduku spojku i halfa.  

Nositelj je zlatne Hajdukove kapetanske trake.  

Kao student jedno je vrijeme nastupao na prijateljskim utakmicama za zagrebačku Concordiju. 

## Aktivnosti nakon igračke karijere
Po završetku ekonomskog studija u Zagrebu, prestao je igrati, no ostao je aktivan u nogometu. 

1932. je kratko zamijenio Luku Kaliternu na mjestu trenera Hajduka, a kasnije je bio i trener Orijenta i Primorac. 

Jedan je od osnivača Zbora riječkog trenerskog podsaveza 1952. godine te njegov predsjednik od 1956. do 1957. godine i od 1960. do 1971., a 1973. godine proglašen je doživotnim počasnim predsjednikom Zbora trenera Nogometnog saveza općine Rijeka. Bio je član mnogih sportskih foruma, jedno vrijeme i aktivan nogometni sudac. 

Cijeli svoj radni vijek je uz nogometni angažman radio kao profesor (pretežno u srednjoj Ekonomskoj školi u Rijeci), a paralelno je bio 29 godina urednik sportskog programa Radija Rijeke.

Objavio je veliki broj stručno-sportskih publikacija i članaka. Više godina predano je vodio Društvo prijatelja Hajduka u Rijeci. 1975. godine dobio je Trofej saveza za fizičku kulturu Hrvatske.

## Literaturna aktivnost
- 1931., povodom 20. godišnjice osnivanja Hajduka, izdao je knjigu Hajduk u Južnoj Americi zajedno s bratom Šimom Poduje i Leom Lemešićem.
- 1976. je izdao knjigu 30. jubilarno prvenstvo Jugoslavije.

## Vanjske poveznice
- Veljko Poduje – Svi Hajdukovi treneri od 1911. do danas